# راين (جورجيا)
راين (بالإنجليزية: Rhine, Georgia)‏ هي بلدة تقع في مقاطعة دوج بولاية جورجيا في الولايات المتحدة. تبلغ مساحتها 8.1 (كم²)، وترتفع عن سطح البحر 74 م، بلغ عدد سكانها 422 نسمة في عام 2000 حسب إحصاء مكتب تعداد الولايات المتحدة وتصل الكثافة السكانية فيها 52.1 نسمة/كم2.

## وصلات خارجية
- The US50 - Cities and Towns in Georgia State
- Georgia Cities and Towns, Facts, Map, Flag, Colleges, Government, and More